# العلاقات المكسيكية الكندية
العلاقات المكسيكية الكندية هي العلاقات التي تجمع بين كندا والولايات المتحدة المكسيكية. تغيرت العلاقات بين المكسيك وكندا بشكل إيجابي في السنوات الأخيرة، وذلك على الرغم من خمول العلاقات التاريخية بينهما فيما مضى. توسطت الدولتان في اتفاقية التجارة الحرة لأمريكا الشمالية (نافتا). كان البلدان على جانبين مختلفين خلال الحرب الباردة، فكانت كندا عضوًا في الناتو بينما كانت المكسيك في حركة عدم الانحياز، وذلك على الرغم من مغادرة المكسيك لاحقًا، وكان البلدان حليفين في الحرب العالمية الثانية.
يُعد كلا البلدين عضوين في منتدى التعاون الاقتصادي لدول آسيا والمحيط الهادئ، ومجموعة العشرين، ومجموعة ليما، ومنظمة الدول الأمريكية، ومنظمة التعاون الاقتصادي والتنمية، والأمم المتحدة.

## الاتفاقيات الثنائية
وقعت الدولتان العديد من الاتفاقيات الثنائية مثل اتفاقية النقل الجوي، واتفاقية التبادل البريدي، واتفاقية التعاون الثقافي، ومعاهدة تنفيذ الأحكام الجنائية، واتفاقية التعاون البيئي، واتفاقية التعاون السياحي، واتفاق بشأن التعاون في المساعدة القانونية المتبادلة في المسائل الجنائية، ومعاهدة لتسليم المجرمين، واتفاقية المساعدة والتعاون المتبادلين في الإدارات الجمركية، واتفاق الإنتاج السينمائي والسمعي البصري المشتركين، واتفاقية التعاون في مجالات المتاحف والآثار، واتفاقية التعاون في الاستخدامات السلمية للطاقة النووية، واتفاقية الضمان الاجتماعي، واتفاقية خدمات الأقمار الصناعية، واتفاقية بشأن قوانين المنافسة، واتفاقية تجنب الازدواج الضريبي ومنع التهرب الضريبي على الدخل.

## التجارة
أصبحت المكسيك أكبر مصدر ومستورد في أمريكا اللاتينية بعد عشرين عام من اتفاقية النافتا. تصدر المكسيك سلعًا مصنعة أكثر من جميع دول أمريكا اللاتينية الأخرى مجتمعة. لا تزال الدولة معتمدة بشكل كبير على صادراتها إلى الولايات المتحدة، ولكنها في طريقها نحو التنويع. بلغت قيمة التجارة الثنائية بين البلدين 22.8 مليار دولار أمريكي في عام 2018. تشمل الصادرات الكندية الرئيسية إلى المكسيك: البذور، وسبائك الألمنيوم، والقمح، وقطع غيار وإكسسوارات المركبات، ووقود الديزل وزيت الديزل والمخاليط، وسلع تجميع أو تصنيع الطائرات وغيرها من الصادرات الأخرى. تشمل صادرات المكسيك الرئيسية إلى كندا: المركبات (للركاب والنقل)، وأجهزة تلفزيون بشاشات مسطحة، وسلع لتجميع أو تصنيع الطائرات وقطع الغيار، وقطع المحركات المكبسية، والجرارات، والآلات الإلكترونية لتلقي وتحويل ونقل الملاحظات الصوتية، والأفوكادو والعديد من الصادرات الأخرى.
استثمرت الشركات الكندية 2.7 مليار دولار أمريكي في عام 2017، وهي ثالث أكبر مستثمر أجنبي في المكسيك (بعد الولايات المتحدة وإسبانيا). تعمل شركات كندية متعددة الجنسيات مثل شركة بومباردييه، وشركة الهواتف الذكية بلاك بيري، وسلسلة فنادق ومنتجعات فيرمونت، وبنك أف نوفا سكوتيا في المكسيك. تعمل في كندا في الوقت نفسه شركات مكسيكية متعددة الجنسيات مثل شركة سمكس، ومجموعة بيمبو. تُباع العديد من منتجات البيرة والتيكيلا المكسيكية في كندا.

## مقارنة بين البلدين
هذه مقارنة عامة ومرجعية للدولتين:
| وجه المقارنة                                              | المكسيك                                                                               | كندا                     |
| --------------------------------------------------------- | ------------------------------------------------------------------------------------- | ------------------------ |
| المساحة (كم2)                                             | 1.97 مليون                                                                            | 9.98 مليون               |
| عدد السكان (نسمة)                                         | 130.53 مليون                                                                          | 35.70 مليون              |
| الكثافة السكانية (ن./كم²)                                 | 66.26                                                                                 | 3.58                     |
| العاصمة                                                   | مدينة مكسيكو                                                                          | أوتاوا                   |
| اللغة الرسمية                                             | اللغة الإسبانية                                                                       | لغة إنجليزية، لغة فرنسية |
| العملة                                                    | بيزو مكسيكي                                                                           | دولار كندي               |
| الناتج المحلي الإجمالي (بليون دولار)                      | 1.15 تريليون                                                                          | 1.65 تريليون             |
| الناتج المحلي الإجمالي (تعادل القوة الشرائية) بليون دولار | 2.16 تريليون                                                                          | 1.59 تريليون             |
| الناتج المحلي الإجمالي الاسمي للفرد دولار أمريكي          | 9.01 ألف                                                                              | 43.25 ألف                |
| الناتج المحلي الإجمالي للفرد دولار أمريكي                 | 17.32 ألف                                                                             | 45.07 ألف                |
| مؤشر التنمية البشرية                                      | 0.756                                                                                 | 0.913                    |
| رمز المكالمات الدولي                                      | +52                                                                                   | +1                       |
| رمز الإنترنت                                              | .mx                                                                                   | .ca                      |
| المنطقة الزمنية                                           | منطقة زمنية وسطى، المنطقة الزمنية الجبلية، زمن منطقة المحيط الهادئ، منطقة زمنية شرقية |                          |

## مدن متوأمة
في ما يلي قائمة باتفاقيات التوأمة بين مدن مكسيكية وكندية:
- ترتبط كامبيتشي مع هاليفاكس باتفاقية توأمة.
- ترتبط سان نيكولاس دي لوس غارزا مع وينيبيغ باتفاقية توأمة منذ 1997.
- ترتبط غواناخواتو مع مدينة كيبك باتفاقية توأمة منذ 2002.[10][10][10][10]
- ترتبط ناوكالبان دي خواريز مع كالغاري باتفاقية توأمة.
- ترتبط سالتيو مع وندسور باتفاقية توأمة.
- ترتبط مدينة مكسيكو مع تورونتو باتفاقية توأمة منذ 1 سبتمبر 2008.[11][11][12][12]
- ترتبط مونتيري مع هاميلتون باتفاقية توأمة منذ 1993.

## منظمات دولية مشتركة
يشترك البلدان في عضوية مجموعة من المنظمات الدولية، منها:
| علم المنظمة | اسم المنظمة                                      | تاريخ انضمام المكسيك | تاريخ انضمام كندا |
| ----------- | ------------------------------------------------ | -------------------- | ----------------- |
|             | المنظمة الهيدروغرافية الدولية                    | ?                    | ?                 |
|             | مجموعة العشرين                                   | ?                    | ?                 |
|             | منظمة الشرطة الجنائية الدولية                    | ?                    | ?                 |
|             | منظمة الدول الأمريكية                            | ?                    | 8 يناير 1990      |
|             | الاتحاد البريدي العالمي                          | ?                    | ?                 |
|             | منظمة التجارة العالمية                           | 1995                 | ?                 |
|             | منظمة التعاون الاقتصادي والتنمية                 | ?                    | ?                 |
|             | الفريق المعني برصد الأرض                         | ?                    | ?                 |
|             | مجموعة الموردين النوويين                         | ?                    | ?                 |
|             | نافتا                                            | ?                    | ?                 |
|             | مؤسسة التنمية الدولية                            | 24 أبريل 1961        | 24 سبتمبر 1960    |
|             | مؤسسة التمويل الدولية                            | 20 يوليو 1956        | 20 يوليو 1956     |
|             | منتدى التعاون الاقتصادي لدول آسيا والمحيط الهادئ | 17 نوفمبر 1993       | 6 نوفمبر 1989     |
|             | منظمة حظر الأسلحة الكيميائية                     | ?                    | ?                 |
|             | الأمم المتحدة                                    | 7 نوفمبر 1945        | 9 نوفمبر 1945     |
|             | الاتحاد الدولي للاتصالات                         | 1 يوليو 1908         | 1 يوليو 1908      |
|             | بنك التنمية الكاريبي ‏                            | ?                    | ?                 |
|             | البنك الدولي للإنشاء والتعمير                    | 31 ديسمبر 1945       | 27 ديسمبر 1945    |
|             | مجموعة أستراليا                                  | 2013                 | 1985              |
|             | وكالة ضمان الاستثمار متعدد الأطراف               | 1 يوليو 2009         | 12 أبريل 1988     |
|             | يونسكو                                           | 4 نوفمبر 1946        | 4 نوفمبر 1946     |

## أعلام
هذه قائمة لبعض الشخصيات التي تربطها علاقات بالبلدين:
- إميرود توبيا (1 مارس 1989 – )
- جييرمو ديل تورو (مخرج أفلام مكسيكي، 9 أكتوبر 1964[20][21][22] – )
- دانيلا بوباديلا (ممثلة كندية، 4 أبريل 1993[23] – )
- رودولفو ديكسون (11 يوليو 1997 – )
- روزا سالازار (ممثلة أمريكية، 16 يوليو 1985[24] – )

## وصلات خارجية
- موقع وزارة الخارجية المكسيكية
- موقع وزارة الخارجية الكندية